# فقر خدريان
فقر خدريان هي قرية في مقاطعة سردشت، إيران. عدد سكان هذه القرية هو 42 في سنة 2006.